# Chota
Chota est une ville située au nord du Pérou dans le district et la province homonymes, de la région de Cajamarca. La cathédrale de Tous-les-Saints de Chota est le siège de la prélature territoriale de Chota.

## Géographie et démographie
En 2012, la population de la ville est estimée à 45 280 habitants sur une superficie de 392,47 km².
La ville est la capitale du district de Chota et se dresse à 2 382 mètres d'altitude sur un plateau appelé Acunta et est entourée de collines. Elle se trouve à 150 km de la ville de Cajamarca et à 219 km de Chiclayo (côte du Pacifique).
Elle est entourée par les rivières Chotano, Colpamayo, Doña Ana et San Mateo.

## Histoire
L'histoire de la ville et de la province a été marquée de plusieurs événements, comme l'incendie de la ville de Chota le 30 août 1882 par l'armée chilienne pendant la guerre du Pacifique et les épisodes dramatiques de la révolution manquée de 1924 contre le gouvernement de Leguía.

## Sites remarquables
Chota possède la deuxième arène taurine derrière celle de Lima, l'arène El Vizcaíno.
C'est à l'occasion de la fête de la Saint-Jean, qui débute le 24 juin, qu'ont lieu les principales corridas de taureaux.